# 藏匹菊
藏匹菊（学名：Tanacetum atkinsonii）是菊科菊蒿属的植物。分布在锡金以及中国大陆的西藏等地，生长于海拔4,000米至5,000米的地区，目前尚未由人工引种栽培。